# Dzong de Lhuntsé
Le dzong de Lhuntsé (tibétain : ལྷུན་རྩེ་རྫོང་། chinois :Longzi) est une forteresse située dans le sud du Tibet dans le comté de Lhuntsé dans la région du Loka.

## Histoire
Les rois de la dynastie Phagmodrupa ont régné au XIIIe siècle dans une région du Loka et ils construisirent une chaîne de forts le long du Brahmapoutre sur des cimes inexpugnables.
Après l’invasion du Tibet par l’armée populaire de libération, des garnisons de soldats chinois s’étaient installées dans certains de ces forts, dont celui de Lhuntsé. En 1958, les cavaliers Khampa de la résistance tibétaine conquirent les places fortes de cette région dont les forteresses de Towa et de Lhuntsé.
En 1959 le Dalaï Lama fut contraint de fuir Lhassa. Sur la route qui allait finalement le mener en exil en Inde, le Dalaï Lama atteignit Lhuntsé le 26 mars 1959.
La première intention du Dalaï Lama était de faire une halte au dzong de Lhuntsé, et d’y dénoncer l’accord en 17 points, de réaffirmer son gouvernement comme le seul légitime du Tibet et de tenter d’initier des négociations avec les autorités chinoises. Mais les nouvelles des bombardements du Norbulingka et des mitraillages de la foule sans défense des Tibétains devant le palais du Norbulingka l’amenèrent à considérer la négociation comme utopiste, et la fuite en Inde comme la seule issue. Le 26 mars, la décision fut prise donc d’un départ pour l’Inde.
Au dzong de Lhuntsé, les officiels tibétains s’arrêtèrent 2 jours, le Dalaï Lama y dénonça l’accord en 17 points et annonça la formation de son propre gouvernement comme seule autorité légalement constituée du Tibet. Plus de 1 000 personnes participèrent à la cérémonie.
L’installation du gouvernement se déroula avec la solennité que permettaient encore les circonstances, avec chants, prières et danses sacrées spécifiques de la culture tibétaine, devant les dignitaires locaux, 3 ministres accompagnant le Dalaï Lama et les Khampa de la résistance. Le gouvernement nouvellement installé réaffirma l’unité du Tibet, le Kham, l’Amdo et le Tibet central étant de nouveau réuni. Des messages officiels furent envoyés du dzong de Lhuntsé pour faire part de la création du nouveau gouvernement à l’ensemble du pays. Un appel fut envoyé au Panchen Lama.
Après le départ du Dalaï Lama, les résistants Khampa restèrent dans la région de Loka où certains forts furent abandonnés lors des bombardements par l’aviation chinoise en avril 1959. Les derniers Khampa qui restaient dans le dzong de Lhuntsé s’enfuirent en Inde en août 1959 lorsque les troupes chinoises atteignirent le fort.